# Бокойо
Бокойо (порт. Bocoio) — муниципалитет в Анголе, входит в состав провинции Бенгела. Площадь — 5612 км². Население на 2006 год — 60 878 человек. Плотность населения — 10,8 человек/км². Крупнейший город — Бокойо (бывш. Вила-Соза-Лара).